# Barzago

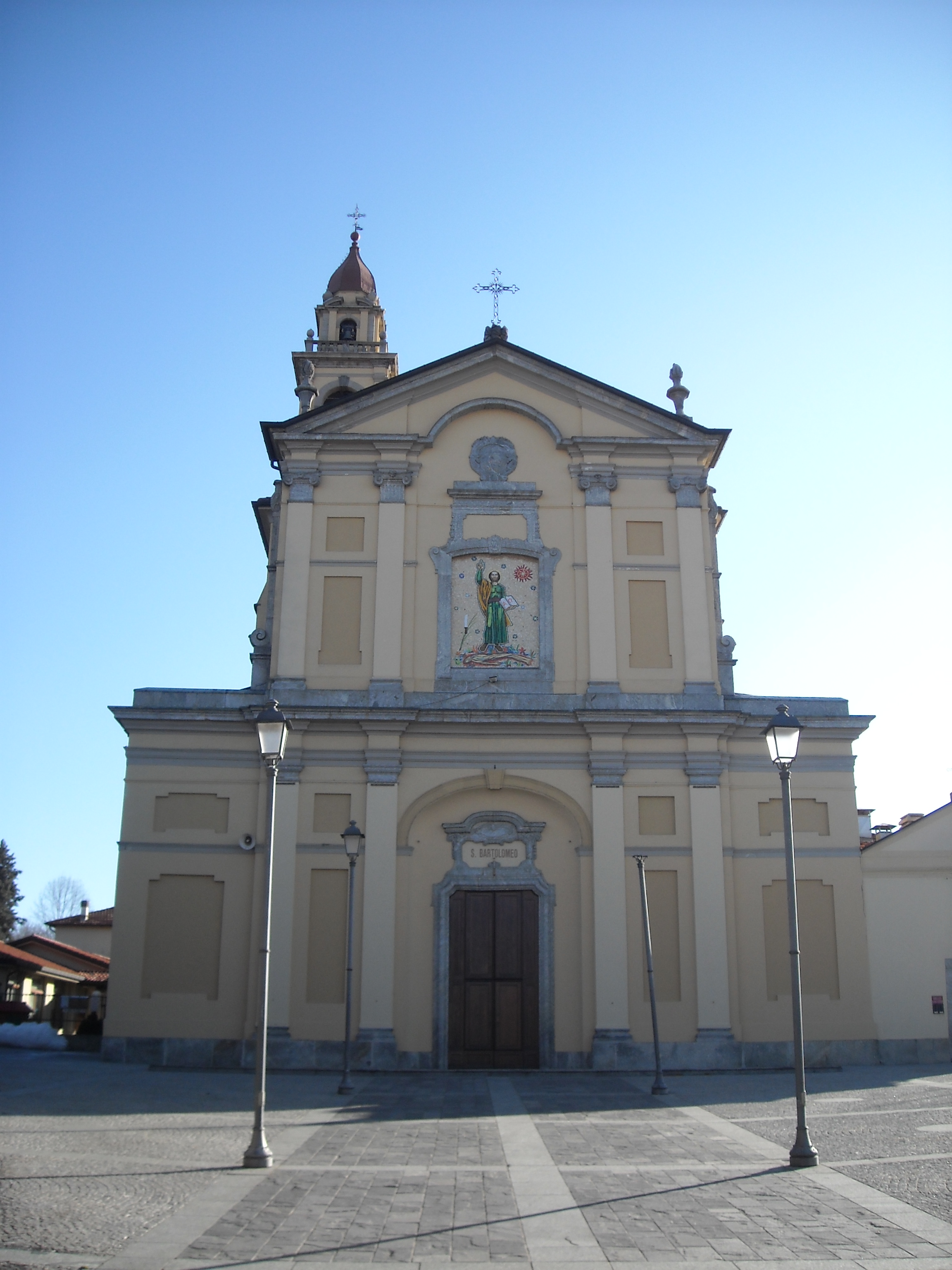
Pfarrkirche San Bartolomeo

Barzago ist eine Gemeinde mit 2362 Einwohnern (Stand 31. Dezember 2023) in der Provinz Lecco, Region Lombardei.

## Geographie
Die Gemeinde umfasst die Fraktionen Bevera, Bevera di Sirtori und Verdegò. Im Jahr 1971 hatte die Gemeinde Barzago eine Fläche von 3,59 Hektar.
Die Nachbargemeinden sind Barzanò, Bulciago, Castello di Brianza, Cremella, Dolzago, Garbagnate Monastero, Sirone und Sirtori.

## Geschichte

### Barzago
Die älteste geschichtliche Erwähnung von Barzago stammt aus der ersten Hälfte des XI. Jahrhunderts und ist in einigen Dokumenten enthalten, die sich auf die Gründung des Mailänder Krankenhauses San Dionigi durch Ariberto da Intimiano beziehen (im Laufe der Jahrhunderte wurde es Teil des Ospedale Maggiore (Mailand)).
Während der Feudalzeit gehörte Barzago zunächst zu den Grafen von Brebbia. Später ging es zunächst an die Familie Isacchi (Protagonisten einiger Streitigkeiten mit der Familie Sirtori aus dem gleichnamigen Dorf) und dann an die Familie Redaelli über. Während des Zweiten Weltkriegs zerstörte ein Bombenangriff das historische Archiv der Gemeinde.

### Verdegò
Als die Vorfahren in das von Barzago besetzte Gebiet kamen, bauten sie ihre Häuser auf dem Hügel von Verdegò. Diese alten Menschen waren mit ziemlicher Sicherheit Mitglieder eines römischen Zuges. Tatsächlich wurden in den 1930er Jahren ein Bronzeschwert und ein paar Scherben gefunden.
Aus dem 3. bis 4. Jahrhundert stammt dagegen ein massives Grab, das 1998 bei Ausgrabungen für ein Haus entdeckt wurde und auf dem Kirchhof der kleinen, den Heiligen Petrus und Paulus geweihten Kirche aufbewahrt wird Ähnliche Funde wurden auch in Bevera di Barzago entdeckt.

## Sehenswürdigkeiten
- Pfarrkirche San Bartolomeo[2]
- Oratorium Santi Giovanni e Paolo[3]
- Villa Brebbia Melzi[4]
- Alte Waschanlage[5]

## Veranstaltungen
- Il Palio dei Rioni gegründet im Jahr 1981.

## Gemeindepartnerschaft
Mit der französischen Gemeinde Tournon-Saint-Martin im Département Indre besteht seit 1997 eine Partnerschaft.